# Distretto urbano di Bangalore
Il distretto urbano di Bangalore è un distretto del Karnataka, in India, di 6 523 110 abitanti. È situato nella divisione di Bangalore e il suo capoluogo è Bangalore.
Il distretto comprende cinque comuni (detti taluk): Bangalore Nord, Bangalore Nord (Additional), Bangalore Sud, Bangalore Est e Anekal.